# Zbirateljstvo
Zbirateljstvo, s tujko kolekcionarstvo, je ljubiteljska ali profesionalna dejavnost posameznikov, društev in ustanov, ki se ukvarjajo z ustvarjanjem raznih zbirk predmetov, umetniških del ali primerkov fosilov, mineralov, kamnin iz narave. Razni zbiratelji v svetu so bili in so še začetniki ter ustanovitelji večine danes slavnih ustanov po različnih državah. Današnjih velikih, pomembnih galerij, muzejev, lapidarijev, muzejev na prostem, arboretumov, kinotek brez njih ne bi bilo. Po zaslugi zbirateljev se ohranja tudi velik del tehniške kulturne dediščine, ki bi sicer šla v pozabo. Mnoge dejavnosti, katerih so se ljudje lotili v njihovem prostem času kot konjiček ali hobi so se kasneje razvile v pravo znanost, npr. zbiranje hroščev (koleopterologija) in metuljev (lepidopterologija), rastlin, fosilov, rud, itd.

## Področja zbiranja predmetov
Danes je v svetu poznanih veliko področij zbiranja, takšna so:
- Antikviteta,
- Autografistika,
- Bibliofilstvo,
- Biografistika,
- Birofilstvo,
- Faleristika (zbiranje medalj),
- Filatelija,
- Filografija (zbiranje podpisov),
- Filumenija (zbiranje vžigalic),
- Kartofilija,
- Koledaristika,
- Maketarstvo,
- Militaristika,
- Miniaturistika,
- Numizmatika,
- Radioamaterstvo,
- Skripofilija (vstopnice, vrednotnice, delnice itd.)
- Zbiranje miniaturnih stekleničk parfumov, likerjev, olj, alkoholov, itd.
- Zbiranje etiket,
- Zbiranje hotelskih mil
- Zbiranje pivskih podstavkov,
- Zbiranje albumov s sličicami.